# Pinnotheres margaritiferae
Pinnotheres margaritiferae is een krabbensoort uit de familie van de Pinnotheridae. De wetenschappelijke naam van de soort is voor het eerst geldig gepubliceerd in 1906 door Laurie.